# ルイス・オルランド・デル・バーレ
ルイス・オルランド・デル・バーレ（Luis Orlando Del Valle 、1987年1月27日 - ）は、プエルトリコの男性プロボクサー。バヤモン出身。

## 来歴

### アマチュア時代
アマチュア時代の戦績は126戦112勝14敗。
2004年、ナショナルゴールデングローブにフェザー級(57kg)で出場し優勝を果たす。
2007年、ナショナルゴールデングローブにフェザー級(57kg)で出場するが2回戦で敗退。パンアメリカン競技大会にフェザー級(57kg)で出場するが準々決勝でアブナー・コットに敗退した。

### プロ時代
- 2008年4月11日 ニュージャージー州アトランティックシティのトロピカーナ・ホテル・アンド・カジノでデビューしたデル・バーレは3回KO勝ちで白星でデビューを飾る。
- 2009年2月25日 トミー・アセンシオンと対戦し4回3-0(3者とも40-36)の判定勝ち。
- 2010年7月10日 ニューヨーク州フェザー級王座決定戦をパスカル・ルースと行い4回53秒KO勝ちで王座獲得に成功した。
- 2011年6月11日 ダト・ウグネンとNABA北米フェザー級王座決定戦を行い10回3-0(3者とも99-91)の判定勝ちで王座獲得。
- 2012年
  - 1月21日 ニューヨークのルーズランド・ボールルームでホセ・アンヘル・ベランザと対戦し8回3-0(80-72、78-74、79-73)の判定勝ち。
  - 4月27日 クリストファー・マーティンと対戦し7回にダウンを奪った後もそのまま有利に展開し10回3-0の判定勝ち。この勝利でWBA世界フェザー級4位に浮上。
  - 9月29日、コネチカット州レッドヤード市のフォックスウッズ・リゾート・カジノ内にあるMGMグランド・アット・フォックスウッズで元世界2階級制覇王者ビック・ダルチニアンとNABF北米スーパーバンタム級王座決定戦を行った。試合前の計量後のコメントで「ダルチニアンは私に勝てるわけがないね」と話して強気の姿勢を見せて試合に臨んだ。積極的にデル・バーレは攻め込むもダルチニアンの左アッパーなどの有効なパンチを集められて苦戦。9回にはストップ寸前まで追い詰めたが手数とパワーで押し切られ10回0-3(2者が91-99、94-96)の判定負けでキャリア初黒星が付き王座獲得に失敗した[4]。なおこの試合がデル・バーレのHBOデビュー戦だった。
- 2013年4月4日 ローズランド・ボールルームでアンドレ・ウィルソンと対戦し5回1分32秒TKO勝ちで7か月振りの復帰戦を白星で飾った。
- 2014年
  - 1月27日、アイラ・テリーと対戦するが2回無効試合に終わる。
  - 5月31日、ルイス・ロサと対戦し10回0-3の判定負けを喫した。

## 獲得タイトル
- 全米ニューヨーク州フェザー級王座
- NABA北米フェザー級王座